# ملیسا هیدن
ملیسا هیدن (انگلیسی: Melissa Hayden؛ ۲۵ آوریل ۱۹۲۳ – ۹ اوت ۲۰۰۶) رقصنده باله اهل کانادا بود.
از فیلم‌هایی که وی در آن نقش داشته‌است، می‌توان به روشنی‌های صحنه اشاره کرد.